# مخنيه إسرائيل
مخنيه إسرائيل (מחנה ישראל) ثاني الأحياء اليهودية خارج أسوار البلدة القديمة في القدس (بعد مشكنوت شعاننيم) والأول الذي أنشأه سكان البلدة القديمة لأنفسهم، في عملية تعرف باسم "الخروج من الأسوار". تم بناء مخنيه إسرائيل من قبل مجموعة من اليهود من أصل شمال أفريقي، وفي وقت لاحق انتقلت مؤسسات لجنة الجالية الغربية في القدس للعمل هناك أيضًا.

## خلفية تأسيس الحي
خلال القرن التاسع عشر، نما المجتمع المغاربي بشكل ملحوظ حتى أصبح يشكل نحو 25% من إجمالي عدد سكان اليهود السفارديم في القدس. أدى النمو السريع للمجتمع في نهاية المطاف إلى انفصاله عن السفارديم وإعادة تنظيمه تحت قيادة الحاخام داوود بن شمعون (المعروف باسم رادباش). في عام 1854 هاجر إلى القدس من المغرب مع هيئة طلابية كبيرة، وفي عام 1860 توصل إلى اتفاق ("بيشر") مع قيادة الكوليل السفارديم، حيث تقرر عدة أمور منها أن يكون للمجتمع المغاربي الحق في إرسال علمائه إلى الخارج وإدارة خزائنه بشكل منفصل عن السفارديم. مكن هذا الاتفاق رادباش من المبادرة بشكل مستقل إلى إنشاء حي منفصل لأعضاء مجتمعه خارج الجدار.

## بناء الحي وخصائصه
في عام 1865، وبفضل تبرعات من يهود شمال أفريقيا، اشترى رادباش قطعة أرض بالقرب من بركة مأمن الله في منطقة عانت من الفيضانات خلال موسم الأمطار. وكان الموقع غير الجذاب نابعًا من اعتبارات اقتصادية: لم تسمح خزائن المجتمع المستنفدة بشراء أرض أفضل بالقرب من القدس. وفي قلب الحي، تم بناء كنيس يسمى "تسوف دبش"، وكان هذا الكنيس استمرارًا للكنيس الذي يحمل نفس الاسم في شارع معاليه هالديا، على حدود الحي اليهودي والحي الإسلامي في القدس.
كان عدد السكان في الحي صغيرًا (حوالي 30 أسرة في نهاية القرن التاسع عشر) وتم بناؤه ببطء بسبب الوضع الاقتصادي الهش للمجتمع. تم بناء الحي حول ساحة مركزية بها صهريج. ويبدو أنه كانت هناك بوابات في الحي كانت مغلقة ليلاً. عانت المنطقة من أزمة اجتماعية بعد وفاة الحاخام وصراعات حول الميراث، فتم هجرانها عدة مرات ثم إعادة توطين سكانها في القرن العشرين أيضًا.